# Rucker Johnson
Rucker Charles Johnson ist ein US-amerikanischer Ökonom und Hochschullehrer an der University of California, Berkeley. Er ist daneben Forscher am National Bureau of Economic Research und befasst sich besonders mit Bildungsökonomik.
Johnson ist Mitglied der American Academy of Arts and Sciences und der National Academy of Education sowie Fellow an der American Academy of Political and Social Science. 2017 war er Fellow der Carnegie Corporation. Für sein Buch Children of the Dream: Why School Integration Works (2019) gewann er in der Kategorie Pädagogik den Grawemeyer Award 2022.

## Leben und Forschung
Er wurde als Kind von Carol R. Johnson, Superintendentin der Schulen in Minneapolis, und des Geschichtslehrers Matthew Jackson geboren. Er besuchte das Morehouse College mit dem Abschluss 1995 und studierte Wirtschaftswissenschaft bis zum MA und PhD 2002 an der University of Michigan. Er wurde in Berkeley Assistant Professor 2004, Associate Professor 2011 und Professor 2019.
Johnson befasste sich mit Ungleichheiten in der Bildung und den ökonomischen Ergebnissen. In Children of the Dream: Why School Integration Works zeigte er, dass schwarze Studenten tatsächlich von den Integrationsprogrammen der 1970er und 1980er Jahre profitierten. Weitere Förderprogramme sind demnach zu empfehlen.

## Schriften
- Children of the dream: Why school integration works. Hachette UK, 2019. ISBN 978-1541672703.
- mit C. Kirabo Jackson, Claudia Persico: The Effects of School Spending on Educational and Economic Outcomes: Evidence from School Finance Reforms. The Quarterly Journal of Economics 131, no. 1 (2016): 157–218.
- mit Robert F. Schoeni. The influence of early-life events on human capital, health status, and labor market outcomes over the life course. The BE journal of economic analysis & policy 11, no. 3 (2011).
- mit C. Kirabo Jackson. Reducing inequality through dynamic complementarity: Evidence from Head Start and public school spending. American Economic Journal: Economic Policy 11, no. 4 (2019): 310–49.
- mit Steven Raphael. How much crime reduction does the marginal prisoner buy?. The Journal of Law and Economics 55, no. 2 (2012): 275–310.
- mit Mary E. Corcoran. The road to economic self‐sufficiency: Job quality and job transition patterns after welfare reform. Journal of Policy Analysis and Management 22, no. 4 (2003): 615–639.
- mit Robert F. Schoeni. Early-life origins of adult disease: national longitudinal population-based study of the United States. American journal of public health 101, no. 12 (2011): 2317–2324.
- mit Ariel Kalil, Rachel E. Dunifon. Employment patterns of less-skilled workers: Links to children’s behavior and academic progress. Demography 49, no. 2 (2012): 747–772.

## Einzelbelege
1. ↑  Rucker C. Johnson. Abgerufen am 16. März 2022 (englisch).
2. ↑  Rucker Johnson. In: AAPSS. 21. Februar 2022, abgerufen am 16. März 2022 (amerikanisches Englisch).
3. ↑  Carnegie Corporation of New York: Rucker C. Johnson. Abgerufen am 15. März 2022 (englisch).
4. ↑  Denise Fitzpatrick: Researcher of school integration wins Grawemeyer education award | UofL News. In: UofLNews. 9. Dezember 2021, abgerufen am 16. März 2022 (amerikanisches Englisch).
5. ↑  Dr. Carol Johnson. Abgerufen am 15. März 2022 (amerikanisches Englisch).
6. ↑  Matthew Ulysses JOHNSON Jr. Obituary (2013) The Commercial Appeal. Abgerufen am 15. März 2022.
7. ↑  Douglas Clement: Rucker Johnson interview: Powering potential | Federal Reserve Bank of Minneapolis. Abgerufen am 15. März 2022 (englisch).
8. ↑  Rucker Johnson. Abgerufen am 15. März 2022 (amerikanisches Englisch).
9. ↑  Carolyn Phenicie: 74 Interview: Professor Rucker Johnson on How School Integration Helped Black Students — and How Much More Is Possible When It’s Paired With Early Education & Spending Reforms. Abgerufen am 15. März 2022 (amerikanisches Englisch).

| Personendaten    | Personendaten            |
| ---------------- | ------------------------ |
| NAME             | Johnson, Rucker          |
| ALTERNATIVNAMEN  | Johnson, Rucker C.       |
| KURZBESCHREIBUNG | US-amerikanischer Ökonom |
| GEBURTSDATUM     | 20. Jahrhundert          |